# 半田川 (京都府)
半田川（はんだがわ）は、京都府南丹市園部町を流れる淀川三次支流の一級河川である。

## 地理
半田川は、園部町口司の東端（八木町八木嶋との境）の山地に発し、口司と口人を北西に流れ、半田から北流したあと、横田と城南町・小桜町の境を北東に流れ、南丹市立園部小学校の下で園部川右岸に流入する。一級河川の起点は園部町口司前ノ坪・宮ノ下で、流路延長は5.96km。
ほぼ全ての区間で、川床は草に覆われている。口司・口人区間の流域農地では、防獣柵が目立つ。

## 流域の村
南丹市
- 園部町
  - 摩気地域
    - 口司
    - 口人
    - 半田

  - 元村地域
    - 横田
    - 城南町
    - 小桜町

## 園部小学校の校歌
半田川の下流、園部川と合流する手前は園部小学校と園部中学校に挟まれている。半田川や園部川を、園部小学校の現校歌（作詞：奥野和夫、作曲：櫛田胅之扶）では「園部の川はさらさらと　清らかな水うるわしく」、旧校歌（作詞：能勢朝次、作曲：吉田恒三）では「山うるわしく　水清き」と表現されている。なお、園部高校の校歌（作詞：中西信太郎、作曲：岩上行忍）に「小向山 淇水に映えて」とあるが、淇水は園部川を指す言葉で半田川ではない。

## 主な橋梁
園部町口司
- 岡ノ谷橋

園部町口人
- 上口人橋
- 口人橋
- 中野橋
- 五反田橋
- たけがはな橋
- 石政橋

園部町半田
- 相田橋
- 裏上橋
- 尾長橋
- 野々口橋

園部町横田
- こひつじ橋

園部町城南町
- 安岡橋
- 国体記念橋

## 流域にあるため池
園部町口司
- 口司上池（奥の原上）
- 口司下池（奥の原）
- 大地池

園部町口人
- 口池
- 奥池
- 宮ノ谷池

園部町半田
- 西谷池
- 半田北池
- 桜池
- 茶しの池
- 板の内（相田）池

園部町横田（温井）
- 奥池

園部町城南町
- 薬林寺池
- 城南大池
- 城南新池
- 西風呂池
- 寺の下池

## 流域にある主な施設
園部町口司
- 鏡神社
- 仏名寺
- 口司区会議所

園部町口人
- 春日神社
- 稲荷神社
- 長徳寺
- 口人広場
- 清源寺
- 吉備津神社
- 口人区公民館

園部町半田
- 大森神社
- 清泉寺
- 奥西観音堂
- 半田広場
- 半田区公民館
- 南丹市立園部半田文化センター

園部町横田
- 京都太陽の園
- こひつじの苑
- あしたーる工房
- 横田5号公園（横田みなみ公園）
- 横田4号公園（森林公園）
- 横田3号公園（横田ひがし公園）
- 南丹市立園部中学校
- 園部公園 陸上競技場・テニスコート

園部町城南町
- 南丹市立園部学校給食共同調理場
- 佛教大学 園部キャンパス 野球場
- 佛教大学 園部キャンパス 多目的グラウンド
- 加茂山公園
- 加茂神社
- 城南町公園
- 南丹市園部南部コミュニティセンター
- 本福寺
- 青松寺
- 城南保育所

園部町小桜町
- 園部公園 スポーツ広場・野球場
- 京都府立園部高等学校
- 南丹市国際交流会館
- 南丹市役所
- 南丹市園部B&G海洋センター
- 南丹市園部女性の館
- 南丹市立文化博物館
- 南丹市立中央図書館
- こむぎ山健康学園
- 小桜町公民館
- 南丹市立園部小学校
- 南丹市子ども家庭サポートセンターRuri
- 園部たんぽぽ放課後児童クラブ
- 南丹市立園部中央公民館 アスエルそのべ
- 京都家庭裁判所 園部支部
- 南丹市立園部幼稚園
- 南丹市立子育てすこやかセンター
- 南丹地域包括支援センター 園部事務所
- 小向山（小麦山） – 京都の自然200選

## 流域にある史跡
園部町半田
- 中殿1号墳
- 半田城跡

園部町城南町
- 大村城跡

園部町小桜町
- 園部城跡